# Ángel Capuano
António Ángel Capuano (Buenos Aires, 25 de janeiro de 1910 – Mar del Plata, 21 de fevereiro de 1958) foi um futebolista argentino que atuava como goleiro.

## Carreira
Capuano começou a sua carreira em clubes da segunda divisão da Argentina.
O goleiro esteve no êxodo de argentinos que, a partir de 1935, jogavam no futebol italiano, muitos deles, com origem italiana. Em 1935, se transferiu para o Genoa, onde fez sua estreia na Série A em 22 de dezembro de 1935, na derrota em casa do Rossoblu por 2 a 0 contra o Torino. Temendo convocação do exército de Mussolini para a invasão da Abissínia (atual Etiópia), retornou ao seu país em 1937.
No retorno, foi contratado pelo Racing, onde se destacou. Acumulou 41 partidas em 1937 e 1938 pela Academia e, após uma lesão séria, perdeu sua titularidade e deixou o clube.
Em 1940, se transferiu do Ferro Carril Oeste para o Fluminense. Estreou em 14 de julho do mesmo ano. Pelo clube, participou do bicampeonato carioca em 1940 e 1941, atuando em seis e dez partidas respectivamente. Ficou no clube até janeiro de 1942, onde atuou em 29 jogos no total.
Em 1942, chegou ao Santos, onde só atuou uma única vez. Logo em sua estreia, em partida contra o São Paulo, ao tentar impedir que um ataque do time adversário, sofreu uma pancada e caiu no chão ensanguentado e imóvel. Foi transportado para um hospital de Santos foi considerado em perigo de vida. Quando obteve alta, ouviu dos médicos que nunca mais poderia atuar e terminou sua carreira.
Capuano retornou a Buenos Aires, se tornou professor diplomado pela Escola Nacional de Educação Física e passou a lecionar ginástica.

### Títulos
Fluminense
- Campeonato Carioca: 1940 e 1941[10][11]
- Torneio Rio-São Paulo: 1940
- Torneio Extra: 1941

## Morte
Faleceu em Mar del Plata em 21 de fevereiro de 1958, foi vitimado por uma sincope cardíaca.